# Batalha de Raseiniai

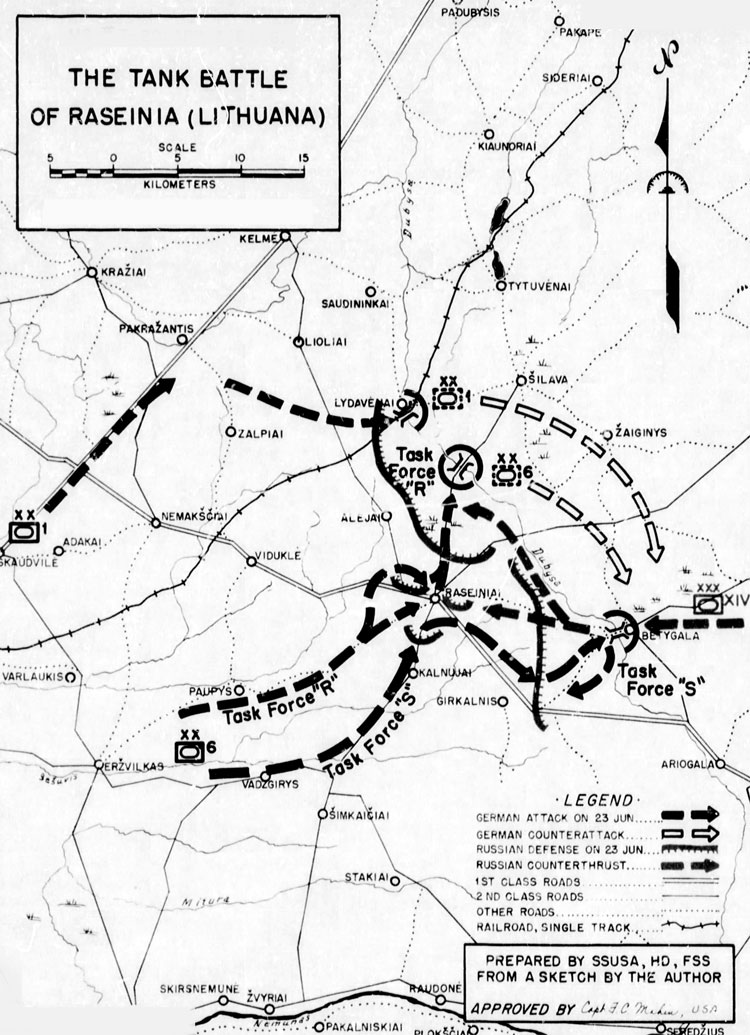
Mapa da batalha.

Batalha de Raseiniai (23-27 de junho de 1941) foi uma grande batalha de tanques que ocorreu nos estágios iniciais da Operação Barbarossa, a invasão da União Soviética pela Alemanha Nazista. A batalha foi travada entre os elementos do 4.º Exército Panzer (General Erich Hoepner) e o 3º Corpo Mecânico Soviético (Major General Alexey Kurkin) com o 12º Corpo Mecanizado (General Nikolai Shestapolov), na Lituânia, 75 km a noroeste de Kaunas. O comandante da Frente Noroeste Soviética, o Coronel General Fyodor Kuznetsov, tentou conter e destruir as tropas alemãs que atravessaram o rio Neman (Nemunas), mas não conseguiram impedir que avançassem. O resultado da batalha foi a destruição da maioria das forças armadas soviéticas da Frente Noroeste, que abriu o caminho para que os alemães atacassem os cruzamentos do rio Duína Ocidental. A luta em torno de Raseiniai foi uma das principais batalhas da fase inicial da Operação Barbarossa, referida na historiografia soviética como Batalhas Defensivas da Fronteira (22-27 de junho de 1941) e fez parte da maior operação defensiva estratégica do Báltico soviético.